# Farvardin
Farvardin (in persiano  فروردین‎, pronuncia IPA fæɾvæɾˈdiːn) è il nome del primo mese del calendario persiano . Farvardin è composto da 31 giorni. È il primo mese della primavera (Bahar) ed è seguito da Ordibehesht. Il suo nome in lingua pashtu è Wray.

## Osservanze
- 1 Favardin - Nowruz
- 6 Favardin - Khordad Sal
- 13 Favardin - Sizdah Be-dar
- 19 Favardin - Farvardinegan